# Троицкий собор (Нью-Йорк)
Собо́р Свято́й Тро́ицы (англ. Archdiocesan Cathedral of the Holy Trinity) — кафедральный собор Греческой православной архиепископии Америки и кафедра её предстоятеля. Расположен на 319—337 Восточной 74-й улице в Верхнем Ист-Сайде в городе Нью-Йорк. Построен в Неовизантийском стиле.
Приход был основан в 1891 году, на нынешнем месте располагается с 1932 года, это была вторая православная греческая церковь в Америке, и первая в Нью-Йорке. Троицкий собор является самым большим православным храмом в Западном полушарии.
Основателем и первым президентом предшествовавшей появлению Троицкого собора церкви был греко-американский предприниматель и издатель Солон Власто.

## История
Осенью 1891 года греческий Свято-Троицкий православный приход арендовал часть евангелической церкви на Западной 53-й улице около Девятой авеню за 50 долларов (1300 $ в текущем выражении) в месяц. Это был вторая греческая православная церковь в Америке, и первая в Нью-Йорке. Как и прочие православные приходы в США, находился в ведении Алеутской и Аляскинской епархии Русской православной церкви.
В 1904 году у Епископальной церкви был приобретён храм в готическом стиле на 153 Ист, 72-й улице, куда и переехал приход В 1927 году церковь на Ист 72-й улице сгорела.
В 1929 году была куплена земля на нынешнем месте, и на ней построена новая церковь в неовизантийском стиле. Элеонора Рузвельт, жена тогдашнего губернатора Франклина Рузвельта, участвовала в закладке первого камня в фундамент собора 14 сентября 1931 года.
4 марта 1932 года Свято-Троицкий приход переехал на своё нынешнее место. Общая стоимость сооружения собора составила 577 000 долларов (99700000 долларов в текущем выражении). Архиепископ Американский Афинагор (Спиру) освятил собор 22 октября 1933 года и назвал его: «собор всего эллинизма в Америке».
В 1949 году при соборе была учреждена школа.
В 1926 году здесь была крещена оперная певица Мария Каллас. В 2001 году здесь венчались тележурналист и бывший политический советник Джордж Стефанопулос и комедийная актриса Александра Вентворт. Здесь же в 2011 году венчались Кристофер Никсон Кокс, внук президента Ричарда Никсона, и Андреа Кациматидис, дочь миллиардера Джона Кациматидиса.

## Архитектура
Архитекторами собора были Кепп Рэйнсфорд, Джон Томпсон, и Джеральд Холмс; позднее они спроектировали Hunter College Uptown, который теперь известен как Леман Колледж.
Экстерьер выполнен из неороманского красного кирпича и известняка. Интерьер оформлен византийскими мозаиками, импортными итальянскими витражами византийских цветов и форм; стены, колонны и алтарная часть выполнены из боттичинского мрамора. Иконография на куполе и других частях храма была создана Георгиосом Глиатасом, учеником иконописца Фотиса Кондоглу. Церковь покоится на фундаменте пресвитерианской церкви Яна Гуса.

## Современное состояние
Собор является домашним приходом для 800 семей, и принимает высокопоставленных лиц и посетителей. В соборе проводятся регулярные богослужения (которые транслируется по телевидению). При соборе действуют воскресная школа, дневная школа (afternoon school), соборная школа (Cathedral School) (классы К-8), курсы по изучению Библии, и различные службы и братства.
С июня 2012 года настоятелем собора является Анастасиос Гунарис.